# Денуайе, Жюль
Жюль Пьер Франсуа Станислас Денуайе (фр. Jules Desnoyers; 8 октября 1800 — 1 сентября 1887) — французский геолог, археолог, спелеолог, историк. Один из основателей и член Французского геологического общества. Считается одним из пионеров французской спелеологии.
Член французской Академии надписей и изящной словесности с 1862 года. Иностранный член Геологического общества Лондона с 1864 года.

## Биография
Сын нотариуса, желавшего для него карьеры адвоката. Ж. Денуайе, однако, предпочёл заниматься геологией и археологией. В 1825 году стал секретарём Историко-природоведческого общества Парижа. В 1830 году участвовал в создании, а с 1831 по 1832 год был секретарём Геологического общества Франции.
С 1833 года работал в качестве натуралиста-помощника по геологии в Национальном музее естественной истории в Париже. Год спустя был назначен главным библиотекарем и секретарём Общества истории Франции (Société de l’histoire de France).
В 1834 году — член Комитета по историко-научным работам под руководством Ф. Гизо; в 1841 году стал членом комиссии по организацию ведомственных архивов.

## Научная деятельность
Автор геолого-исторических работ. Его значительный вклад в геологическую науку включает исследования в области юрских, меловых и третичных отложений Парижского бассейна и Северной Франции, а также работ, касающихся сосуществования древнего человека с вымершими млекопитающими.
В 1829 году им был предложен термин-наименование геологического периода, современного этапа истории Земли, третьего (текущего) периода кайнозойской эры —Четвертичный период или антропоген.
Ж. Денуайе интересовался вопросами древней фауны и доисторическим человеком.
Археологические раскопки привели его к занятиям пещерной геологией.
Его статьи о пещерах в Универсальном словаре естественной истории Орбиньи (Dictionnaire universel d’histoire naturelle de d’Orbigny) внесли значительный вклад в геолого-археологические исследования, дали чёткие представления об отложениях, гидрологии известняка и гипса.
Им была предложена программа по изучению пещер, осуществлённая, главным образом, в XX веке.
Кавалер ордена Почётного легиона

## Избранные труды
- Sur la Craie et sur les terrains tertiaires du Cotentin (1825),
- Observations sur un ensamble de dépôts marins plus récents que les terrains tertiaries du bassin de la Seine, et constituant une Formation géologique distincte: précédées d'une Aperçu de la non-simulanéité des bassins tertiares (1829),
- Indication des principaux ouvrages propres à faciliter les travaux relatifs à l’histoire de France (1836),
- Recherches géologiques et historiques sur les cavernes (1845),
- Note sur les argiles à silex de la craie, sur les sables du Perche et d’autres dépôts tertiaires qui leur sont subordonnés (1862),
- Observations relatives à la découverte récente de l’amphithéâtre romain de Paris (1870).